# Bidens glandulifera
Bidens glandulifera là một loài thực vật có hoa trong họ Cúc. Loài này được M.L.Grant ex Sherff mô tả khoa học đầu tiên năm 1937.